# Chloromantis rhombica
Chloromantis rhombica es una especie de mantis de la familia Iridopterygidae.

## Distribución geográfica
Se encuentra en Tanzania, Transvaal y Zimbabue.